# Alfred Burjam
Carl Louis Alfred Burjam, auch Carl Lewis Alfred Burjam (* 9. August 1847 in Lübeck; † 6. Juli 1907 in Hamburg) war ein deutscher Kirchenmusiker.

## Leben

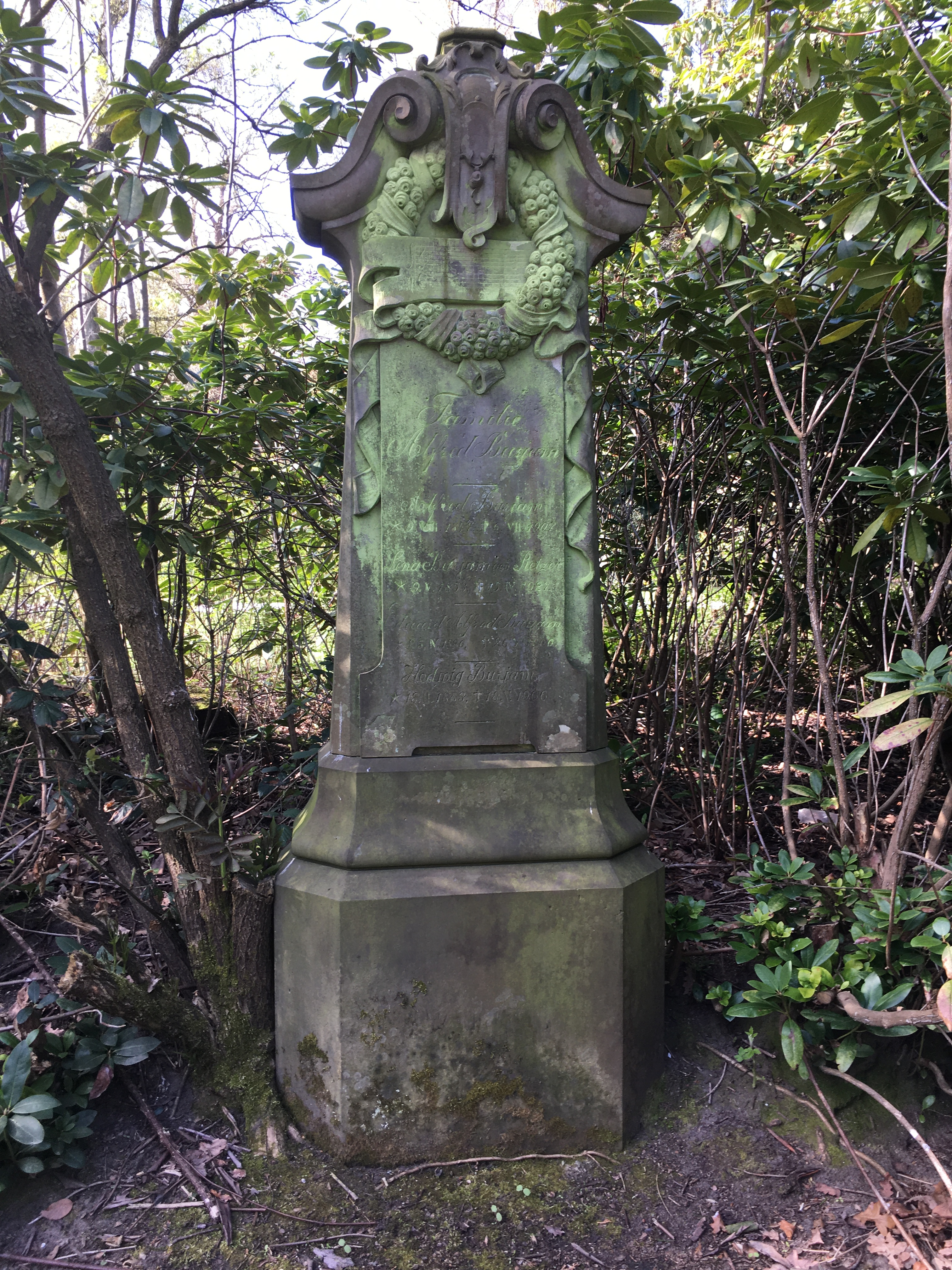
Grabstätte auf dem Friedhof Ohlsdorf

Alfred Burjam war ein Sohn des Organisten der Lübecker Petrikirche Johann Daniel Zacharias Burjam (1804–1879). 1865/66 studierte er am Leipziger Konservatorium. Anschließend setzte er seine Cello-Studien am Raffschen Konservatorium in Frankfurt am Main und bei Kapellmeister Friedrich Lux in Mainz fort. Von 1879 bis 1883 war er Organist in Wiesbaden.
1884 erhielt er die Berufung als Organist an der Hauptkirche St. Michaelis in Hamburg als Nachfolger von G. D. W. Osterholt. Er behielt diese Stellung 22 Jahre lang, bis er sich aus Gesundheitsgründen pensionieren lassen musste. Er erlebte noch die Zerstörung der alten Michaeliskirche mitsamt ihrer Orgel durch Brand am 3. Juli 1906.
Von 1890 bis 1905 war er auch als Dozent für Klavier- und Orgelspiel am Hamburger Konservatorium tätig. Als Klavierlehrer vertrat er die Stuttgarter Lehrmethode.
Unter seiner Leitung wurde die alljährliche Aufführung der Matthäus-Passion von Johann Sebastian Bach zur Tradition in Hamburg.
Seine Grabstätte befindet sich auf dem Friedhof Ohlsdorf. Sie liegt im Planquadrat G 18 südwestlich von Kapelle 3.